# Saiko (Musiker)
Saiko (* 2003; bürgerlich Miguel Cantos Gómez) ist ein spanischer Sänger und Rapper, der 2023 durch seinen Nummer-eins-Hit Supernova bekannt wurde.

## Leben
Mit 14 Jahren begann Saiko sich für Rap zu interessieren. Sein Bruder und er bildeten bis 2019 das Duo Wido y Saiko.

## Karriere
Im Verlauf des Jahres 2023 konnte er sich erstmals in den spanischen Singlecharts platzieren, wobei er im April mit Supernova einen Nummer-eins-Hit erzielte. Im gleichen Jahr erreichte er mit Polaris (Remix) erneut die Chartspitze. Er arbeitete bereits mit lokalen Größen wie Lola Índigo und Quevedo zusammen.

## Diskografie

### Alben
| Jahr | Titel Musiklabel              | Höchstplatzierung, Gesamtwochen, AuszeichnungChartsChartplatzierungen (Jahr, Titel, Musiklabel, Platzierungen, Wochen, Auszeichnungen, Anmerkungen) | Anmerkungen                          |
| Jahr | Titel Musiklabel              | ES | Anmerkungen                          |
| ---- | ----------------------------- | --- | ------------------------------------ |
| 2024 | Sakura Selbstverlag           | ES1 Platin · (… Wo.)ES | Erstveröffentlichung: 26. April 2024 |
| 2025 | Natsukashii Yoru Selbstverlag | ES7 (… Wo.)ES | Erstveröffentlichung: 19. Juni 2025  |

### EPs
| Jahr | Titel Musiklabel                  | Höchstplatzierung, Gesamtwochen, AuszeichnungChartsChartplatzierungen (Jahr, Titel, Musiklabel, Platzierungen, Wochen, Auszeichnungen, Anmerkungen) | Anmerkungen                             |
| Jahr | Titel Musiklabel                  | ES | Anmerkungen                             |
| ---- | --------------------------------- | --- | --------------------------------------- |
| 2022 | 1371 Selbstverlag                 | — | Erstveröffentlichung: 26. August 2022   |
| 2023 | Saliendo del Planeta Selbstverlag | ES10 (19 Wo.)ES | Erstveröffentlichung: 18. Dezember 2023 |

### Singles
| Jahr | Titel Album                          | Höchstplatzierung, Gesamtwochen, AuszeichnungChartsChartplatzierungen (Jahr, Titel, Album, Platzierungen, Wochen, Auszeichnungen, Anmerkungen) | Anmerkungen                                                           |
| Jahr | Titel Album                          | ES | Anmerkungen                                                           |
| --- | ------------------------------------ | --- | --------------------------------------------------------------------- |
| 2021 | Cosas que no te dije –               | ES15 ×3Dreifachplatin · (38 Wo.)ES | Erstveröffentlichung: 17. September 2021 Charteinstieg erst 2023      |
| 2022 | Polaris 1371                         | ES29 ×2Doppelplatin · (18 Wo.)ES | Erstveröffentlichung: 26. August 2022 feat. Came Beats                |
| 2022 | Tuenti (Remix) –                     | ES88 ×2Doppelplatin · (4 Wo.)ES | Erstveröffentlichung: 14. Dezember 2022 mit Raul Clyde                |
| 2023 | Sikora –                             | ES42 Platin · (10 Wo.)ES | Erstveröffentlichung: 10. Februar 2023 mit The Prodigiez              |
| 2023 | Supernova Sakura                     | ES1 ×6Sechsfachplatin · (48 Wo.)ES | Erstveröffentlichung: 19. April 2023                                  |
| 2023 | Arena y Sal –                        | ES6 ×5Fünffachplatin · (37 Wo.)ES | Erstveröffentlichung: 18. Mai 2023 mit Omar Montes & Tunvao           |
| 2023 | Polaris (Remix) –                    | ES1 ×6Sechsfachplatin · (55 Wo.)ES | Erstveröffentlichung: 8. Juni 2023 mit Feid, Quevedo & Mora           |
| 2023 | Antidepresivos –                     | ES18 ×2Doppelplatin · (20 Wo.)ES | Erstveröffentlichung: 3. August 2023                                  |
| 2023 | Te mentí –                           | ES31 Gold · (4 Wo.)ES | Erstveröffentlichung: 14. September 2023 mit Ozuna & Ovy on the Drums |
| 2023 | Buenas –                             | ES1 ×3Dreifachplatin · (25 Wo.)ES | Erstveröffentlichung: 22. September 2023 mit Quevedo                  |
| 2023 | Bandidona –                          | ES21 Gold · (3 Wo.)ES | Erstveröffentlichung: 26. Oktober 2023                                |
| 2024 | Yo Lo Soñé Sakura                    | ES3 ×2Doppelplatin · (19 Wo.)ES | Erstveröffentlichung: 17. April 2024 feat. Omar Montes                |
| 2024 | Perros&Gata$ –                       | ES33 (3 Wo.)ES | Erstveröffentlichung: 27. Juni 2024 mit Nicki Nicole                  |
| 2024 | Besitos BB 2.0 –                     | ES39 (3 Wo.)ES | Erstveröffentlichung: 9. Oktober 2024 mit El Perla & Omar Montes      |
| 2024 | Juguete –                            | ES82 Gold · (3 Wo.)ES | Erstveröffentlichung: 31. Oktober 2024 mit Yan Block & NTG            |
| 2025 | Lokenecesitas Natsukashii Yoru       | ES8 Gold · (… Wo.)ES | Erstveröffentlichung: 12. Juni 2025 feat. Omar Courtz                 |
| Folgende Lieder erschienen nicht als Single, wurden aber durch das Album zum Download und Streaming bereitgestellt und konnten somit eine Platzierung erlangen: |                                      | |                                                                       |
| |                                      | |                                                                       |
| 2023 | Corleone Saliendo del Planeta        | ES16 Gold · (6 Wo.)ES | feat. Yandel                                                          |
| 2023 | Extasisssssss Saliendo del Planeta   | ES33 Gold · (8 Wo.)ES |                                                                       |
| 2023 | XXX_Rosario_XXX Saliendo del Planeta | ES28 (3 Wo.)ES |                                                                       |
| 2023 | Feliz Navidad Saliendo del Planeta   | ES91 (2 Wo.)ES |                                                                       |
| 2024 | Badgyal Sakura                       | ES1 ×5Fünffachplatin · (40 Wo.)ES | feat. JC Reyes                                                        |
| 2024 | Eskeleto Sakura                      | ES12 Platin · (23 Wo.)ES | feat. Bryant Myers                                                    |
| 2024 | Luna Sakura                          | ES13 Gold · (3 Wo.)ES | feat. Dellafuente                                                     |
| 2024 | Numero Telefonico Sakura             | ES20 (3 Wo.)ES | feat. Mora                                                            |
| 2024 | 3 Caídas Sakura                      | ES22 (2 Wo.)ES |                                                                       |
| 2024 | Cometa Halley Sakura                 | ES26 (2 Wo.)ES | feat. J Balvin                                                        |
| 2024 | Como suenan las estrellas Sakura     | ES27 Gold · (4 Wo.)ES |                                                                       |
| 2024 | Nana del hilo rojo Sakura            | ES28 (2 Wo.)ES | feat. Sky Rompiendo                                                   |
| 2024 | Hey BB Sakura                        | ES34 (2 Wo.)ES |                                                                       |
| 2024 | Boreal Sakura                        | ES40 (1 Wo.)ES | feat. Sky Rompiendo                                                   |
| 2024 | Finales de agosto Sakura             | ES66 (1 Wo.)ES |                                                                       |
| 2024 | La rijana Sakura                     | ES70 (1 Wo.)ES | feat. Caleb Calloway                                                  |
| 2024 | Ángel de la guarda (póstumo) Sakura  | ES97 (1 Wo.)ES |                                                                       |
| 2025 | Wekeweke Natsukashii Yoru            | ES38 (2 Wo.)ES |                                                                       |

Weitere Singles
- 2022: Jordan I (mit Quevedo & La mano de oro, ES: Gold)
- 2022: Humedad (Remix) (mit Lola Índigo & Alejo)
- 2023: D x Vida (mit Alejo, ES: Gold)

### Gastbeiträge
| Jahr | Titel Album                      | Höchstplatzierung, Gesamtwochen, AuszeichnungChartsChartplatzierungen (Jahr, Titel, Album, Platzierungen, Wochen, Auszeichnungen, Anmerkungen) | Anmerkungen                                                                                    |
| Jahr | Titel Album                      | ES | Anmerkungen                                                                                    |
| --- | -------------------------------- | --- | ---------------------------------------------------------------------------------------------- |
| 2023 | Las Bratz (Remix) EstapasandoBB  | ES30 ×3Dreifachplatin · (38 Wo.)ES | Erstveröffentlichung: 8. März 2023 Aissa feat. Saiko, JC Reyes, Nickzzy, El Bobe, Juseph & Gio |
| 2023 | Una Última Vez Storm             | ES94 Gold · (2 Wo.)ES | Erstveröffentlichung: 14. April 2023 Soge Culebra feat. Saiko                                  |
| 2023 | Cafe Malibú El Bloke Hills       | ES13 Platin · (10 Wo.)ES | Erstveröffentlichung: 20. Juli 2023 Sech feat. Mora & Saiko                                    |
| 2023 | Carnet Hayabusa                  | ES78 Platin · (1 Wo.)ES | Erstveröffentlichung: 7. September 2023 Caleb Calloway feat. Saiko                             |
| 2024 | Caserio Elyte                    | ES57 (1 Wo.)ES | Erstveröffentlichung: 7. März 2024 Yandel feat. Saiko                                          |
| 2024 | Bahamas 201                      | ES55 (2 Wo.)ES | Erstveröffentlichung: 11. April 2024 Manuel Turizo feat. Saiko                                 |
| 2024 | Arena y sal (Remix) –            | ES75 (1 Wo.)ES | Erstveröffentlichung: 9. Mai 2024 Omar Montes feat. Anitta, Sech, Yandel, Saiko & FMK          |
| 2024 | Gaga Rayo                        | ES45 (2 Wo.)ES | Erstveröffentlichung: 11. Juli 2024 J Balvin feat. Saiko                                       |
| Folgende Lieder erschienen nicht als Single, wurden aber durch das Album zum Download und Streaming bereitgestellt und konnten somit eine Platzierung erlangen: |                                  | |                                                                                                |
| |                                  | |                                                                                                |
| 2023 | Reina Estrella                   | ES1 ×4Vierfachplatin · (35 Wo.)ES | Mora feat. Saiko                                                                               |
| 2024 | Una bachata GRX                  | ES9 ×2Doppelplatin · (27 Wo.)ES | Lola Índigo feat. Saiko                                                                        |
| 2024 | Desataaa Cassette 01             | ES6 Platin · (17 Wo.)ES | Ovy on the Drums & Myke Towers feat. Saiko                                                     |
| 2024 | Eroticaaaaaaa The World is Yours | ES43 (3 Wo.)ES | Gonzy feat. Saiko                                                                              |
| 2025 | Duro ma Millo Gangster Club      | ES28 (… Wo.)ES | Bryant Myers feat. Dei V & Saiko                                                               |

## Auszeichnungen für Musikverkäufe
| Goldene Schallplatte - Spanien - 2024: für das Lied BB ;( | Platin-Schallplatte - Spanien - 2024: für das Lied Ódiame |

Anmerkung: Auszeichnungen in Ländern aus den Charttabellen bzw. Chartboxen sind in ebendiesen zu finden.
| Land/RegionAuszeichnungen für Musikverkäufe (Land/Region, Auszeichnungen, Verkäufe, Quellen) | Gold       | Platin       | Verkäufe  | Quellen             |
| -------------------------------------------------------------------------------------------- | ---------- | ------------ | --------- | ------------------- |
| Spanien (Promusicae)                                                                         | 12× Gold12 | 52× Platin52 | 3.480.000 | elportaldemusica.es |
| Insgesamt                                                                                    | 12× Gold12 | 52× Platin52 |           |                     |